# شهرستان ازنا
شهرستان ازنا یکی از شهرستانهای استان لرستان، واقع در شرق این استان است. مرکز این شهرستان، شهر ازنا است، که در دشت وسیع جاپلق جا دارد. شهرستان ازنا از جنوب به اشترانکوه و سفیدکوه، از غرب به دربند و چشمه قل‌قل و تیان و شهرستان دورود، از شرق و شمال به امامزاده قاسم و مؤمن‌آباد در دشت فرزیان و شهرستان شازند و شهرستان خمین، و از شرق به شهرستان الیگودرز محدود است.

## تقسیمات کشوری
- بخش مرکزی شهرستان ازنا
  - دهستان پاچه‌لک غربی
  - دهستان سیلاخور شرقی
  - شهر ازنا
- بخش جاپلق
  - دهستان جاپلق شرقی
  - دهستان جاپلق غربی
  - شهر مؤمن‌آباد

## کشاورزی
بیش از ۸۰ درصد از مساحت شهرستان ازنا را دشتهای حاصل خیز و کشاورزی تشکیل می‌دهد وضعیت جغرافیایی ازنا زیبا و جذاب است به طوری که بیشتر مناطق را دشت تشکیل می‌دهد اما این دشت‌ها که به نوبه خود جزء بهترین مناطق کشاورزی ایران نیز می‌باشد به طرز زیبایی به یکباره به کوه‌های سر به فلک کشیده از جمله اشترانکوه، سفیدکوه بزرگ و کوچک چال خاتون و مسترون (ماه‌سران) تبدیل می‌شود. این وجه جغرافیایی وضع اقتصادی کشاورزان را بهبود بخشیده به طوری که شهرستان ازنا حدود ۱۰ درصد لوبیای کشور را تولید می‌کند. طبق آمار سازمان جهاد کشاورزی استان لرستان، شهرستان ازنا مقام اول را در تولید گندم استان را دارا می‌باشد. وجود دو سیلوی بزرگ در شهر ازنا و در کنار ایستگاه راه‌آهن این شهر را به محل تجمع و انتقال گندم منطقه تبدیل کرده است.

## زبان
زبان مردم شهرستان ازنا لری با دو گویش بختیاری و گاپله ایی است.